# 鈴木啓太 (プロダクトデザイナー)
鈴木 啓太（すずきけいた、1982年-）は、日本のプロダクトデザイナー。デザインオフィス「PRODUCT DESIGN CENTER」（プロダクトデザインセンター）、「THE」（ザ）の代表。金沢美術工芸大学客員教授。グッドデザイン賞審査委員。

## 来歴・人物
愛知県生まれ。2004年多摩美術大学プロダクトデザイン専攻卒業後、NECデザインに入社。その後イワサキデザインスタジオに勤務。
2012年、独立し「PRODUCT DESIGN CENTER」「THE」を設立。
2016年、HUBLOT DESIGN PRIZE（ウブロデザインプライズ） のファイナリストにアジア人として初めてノミネート。
2016年、グッドデザイン賞の最年少審査委員。

## 代表作
- 富士山グラス[1]
- 相模鉄道「相鉄20000系電車・21000系電車」[1]「相鉄12000系電車」[2]

## テレビ出演
- デザインあ（2016年10月1日）